# نوكيا C6-00
نوكيا C6-00 (بالإنجليزية: Nokia C6-00)‏ هو هاتف محمول من نوكيا يعمل بنظام سيمبيان، تم طرحه في الأسواق في 2010.

## الخصائص
- نظام التشغيل: سيمبيان
- الشاشة: شاشة لمس إل سي دي
- الوزن: 150 غ (0.33 رطل)
- المعالج: 434 ميجا هرتز
- الذاكرة: 512 ميجابايت
- التخزين: 240 ميجابايت